# Rosenrotes Weidenröschen
Das Rosenrote Weidenröschen (Epilobium roseum), auch Rosarotes Weidenröschen genannt, ist eine Pflanzenart aus der Gattung Weidenröschen (Epilobium) innerhalb der Familie der Nachtkerzengewächse (Onagraceae).
Für die Eifel bei Ulmen ist als Trivialname auch die Bezeichnung Herrgottshaar belegt.

## Beschreibung und Ökologie

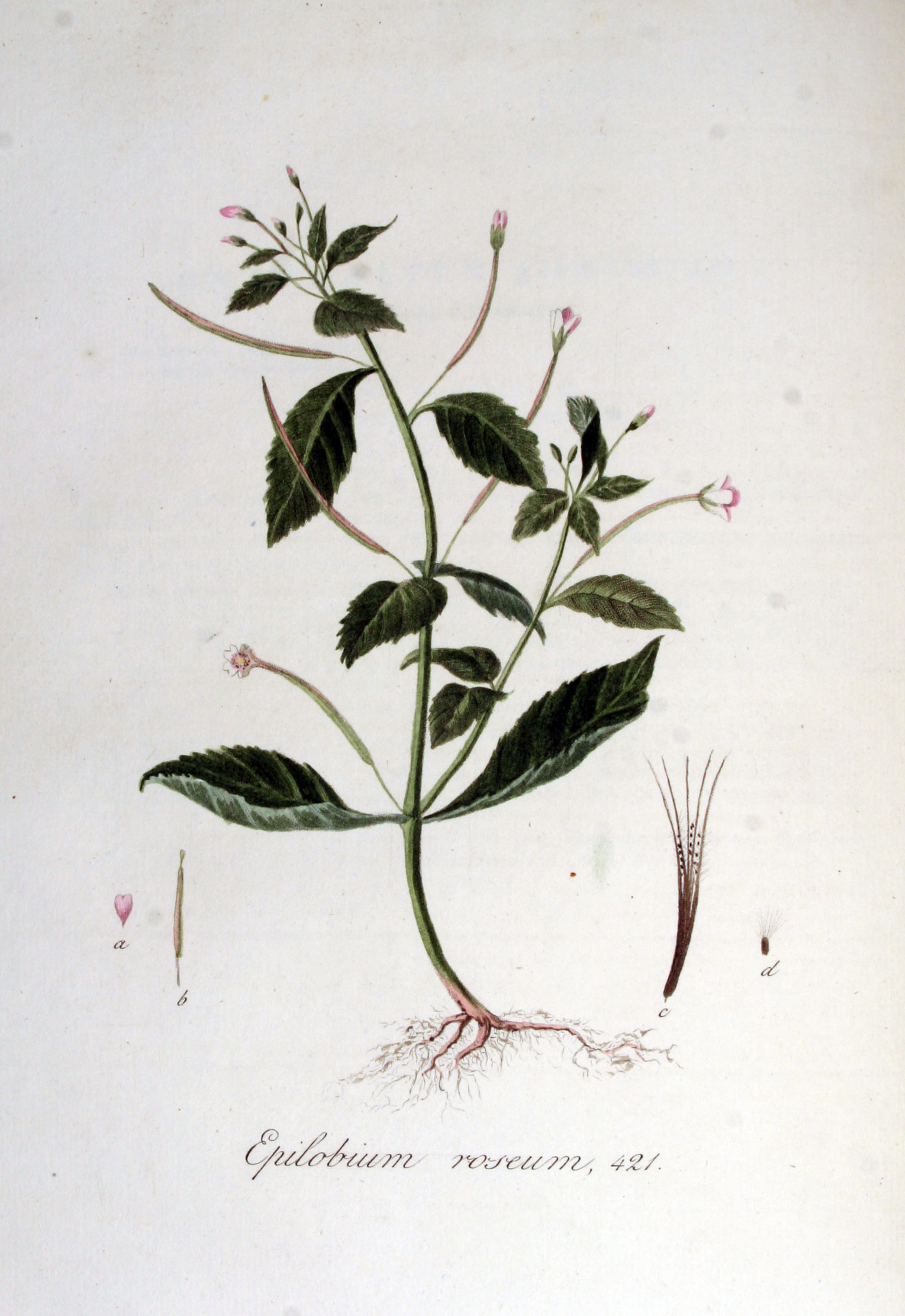
Illustration aus Flora Batava, Volume 6

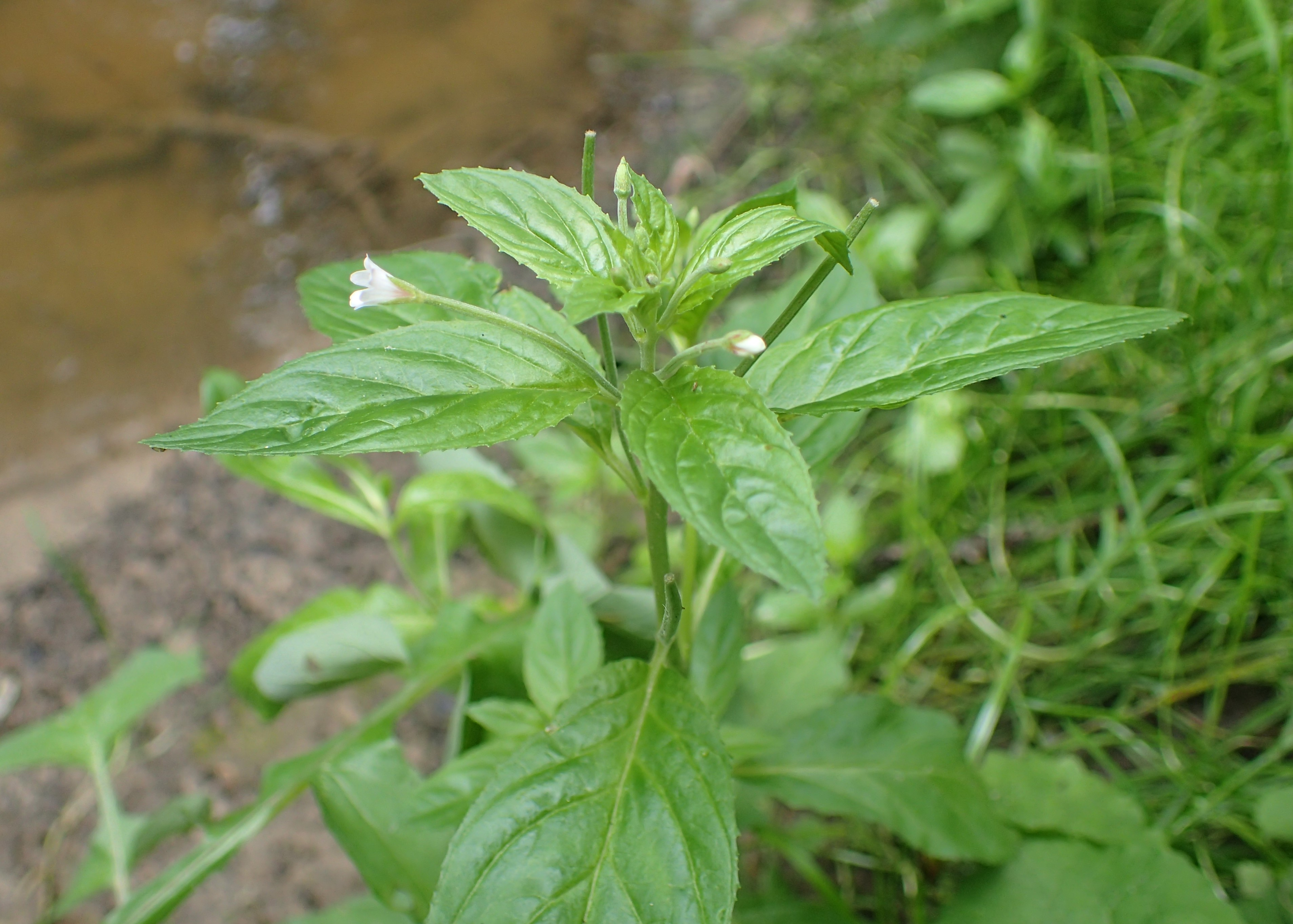
Habitus

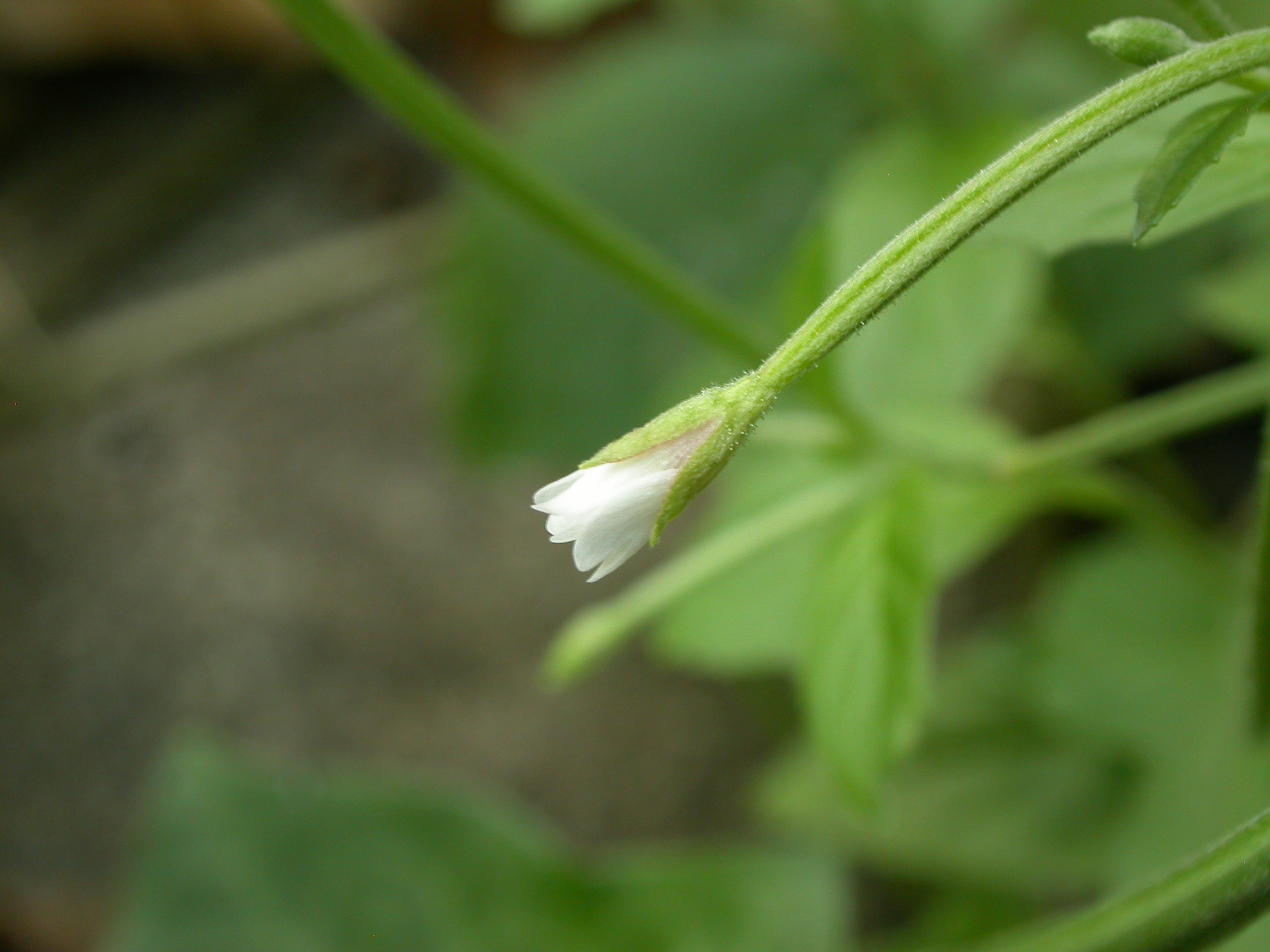
Blüte von der Seite

### Vegetative Merkmale
Das Rosarote Weidenröschen ist eine ausdauernde, krautige Pflanze und erreicht Wuchshöhen von 30 bis 60, selten 15 bis 100 Zentimetern. Es besitzt ein kurzes Rhizom und bildet nur einen Stängel aus. Zur Blütezeit besitzt es keine Ausläufer. Im Herbst bildet es am Wurzelhals kurze Erneuerungssprosse, die Blattrosetten bilden. Der Stängel ist aufrecht, reichästig, in der unteren Hälfte vierkantig und hat in der oberen Hälfte zwei bis vier erhabene fein behaarte Längsleisten. Der untere Stängelteil ist häufig kahl, der obere Bereich ist verzweigt und trägt anliegende einfache Haare und abstehende Drüsenhaare.
Die bis zum Blütenstand hinauf gegenständig angeordneten Laubblätter sind in Blattstiel und Blattspreite gegliedert. Die Blattstiele sind 2 bis 10 Millimeter lang. Die einfache Blattspreite ist 2 bis 8 Zentimeter lang sowie 6 bis 30 Millimeter breit, eiförmig-lanzettlich, an beiden Enden zugespitzt und der Blattrand hat 1 Millimeter lange Zähne. Der Blattrand und die Nerven sind behaart, die Nerven stehen auf der Unterseite hervor.

### Generative Merkmale
Die Blütezeit liegt zwischen Juli und September oder Oktober. Die Blütenstandsachse ist dicht mit Drüsenhaaren besetzt. Die zwittrigen, relativ kleinen Blüten sind radiärsymmetrisch und vierzählig mit einer langen Röhre. Der Achsenbecher ist auf den Flächen mit Drüsenhaaren besetzt, die Kanten sind anliegend behaart. Die Kelchblätter sind 3 bis 3,5 Millimeter lang. Die Krone ist trichterförmig und hat einen Durchmesser von 4 bis 6 Millimetern. Die Krone ist anfänglich weißlich und wird später hell-rosafarben. Die Kronblätter sind 4 bis 7 Millimeter lang und tief ausgerandet. Der aufrechte Griffel endet in einer keuligen Narbe. 
Die Kapselfrucht ist 4 bis 7 Zentimeter lang, dicht grauhaarig und trägt auf den Flächen Drüsenhaare. Die Samen sind etwa 1 Millimeter lang, verkehrt-eiförmig mit stumpfem Grund. Die Samenschale ist fein papillös.
Die Chromosomenzahl beträgt 2n = 36.

## Ökologie
Die kleinen Blüten bestäuben sich nach Oskar Kirchner regelmäßig selbst.

## Vorkommen
Das Rosarote Weidenröschen ist von Europa über Westasien bis zum chinesischen Xinjiang verbreitet. Das Rosarote Weidenröschen kommt in Mitteleuropa an feuchten Standorten, verbreitet an Bachufern und in Gräben vor. Es gedeiht am besten auf sickernassen, häufig kalkreichen, eher humosen Lehm- und Tonböden. Es ist ein Nährstoffzeiger. Es steigt bis in die montane, selten bis in die subalpine Höhenstufe. In Tirol steigt es bis in Höhenlagen von 1350 Metern, in Graubünden bei Arosa bis 1650 Meter und im Kanton Wallis bis 1675 Meter auf.
Die ökologischen Zeigerwerte nach Landolt et al. 2010 sind in der Schweiz: Feuchtezahl F = 4w+ (sehr feucht aber stark wechselnd), Lichtzahl L = 3 (halbschattig), Reaktionszahl R = 4 (neutral bis basisch), Temperaturzahl T = 3+ (unter-montan und ober-kollin), Nährstoffzahl N = 4 (nährstoffreich), Kontinentalitätszahl K = 3 (subozeanisch bis subkontinental).
Pflanzensoziologisch ist es in Mitteleuropa eine Art der Gesellschaften des Verbands Convolvulion sepium, kommt aber auch in Gesellschaften der Verbände Filipendulion und Sparganio-Glycerion fluitantis vor.

## Systematik
Die Erstveröffentlichung von Epilobium roseum erfolgte 1771 durch Johann Christian von Schreber in Spicilegium florae Lipsicae, S. 147.
Je nach Autor gibt es bis zu drei Unterarten unterscheiden:
- Epilobium roseum subsp. consimile (Hausskn.) P.H.Raven: Sie kommt in der Türkei und im Kaukasusraum vor.
- Epilobium roseum Schreb. subsp. roseum: Sie kommt in Europa und in Asien vor.
- Epilobium roseum subsp. subsessile (Boiss.) P.H.Raven: Bei ihr sind die Blattstiele kurz und nur 1 bis 3 Millimeter lang.[8] Sie kommt von Südosteuropa bis zur Mongolei vor.

## Nutzung
Die Blätter wurden in Westfalen als Gemüse verwendet oder als Brusttee gebraucht.